# Pholiotina utricystidiata
Pholiotina utricystidiata är en svampart som tillhör divisionen basidiesvampar, och som beskrevs av Manfred Enderle och H.-J. Hübner. Pholiotina utricystidiata ingår i släktet Pholiotina, och familjen Bolbitiaceae. Arten har ej påträffats i Sverige.